# Galium saurense
Galium saurense är en måreväxtart som beskrevs av Dmitrij Litvinov. Galium saurense ingår i släktet måror, och familjen måreväxter. Inga underarter finns listade i Catalogue of Life.